# Forcipomyia pictoni
Forcipomyia pictoni är en tvåvingeart som beskrevs av John William Scott Macfie 1938. Forcipomyia pictoni ingår i släktet Forcipomyia och familjen svidknott. Inga underarter finns listade i Catalogue of Life.